# Socialistes d'Esquerra
Socialistes d'Esquerra (danès Venstresocialisterne) fou un partit polític danès format el 1967 com a escissió del Partit Socialista Popular, que proposava una revolució no dogmàtica però de base marxista. Publicava el diari Solidaritet, que més tard va esdevenir una publicació independent. El 1989 decidiren unir les seves forces al Partit Comunista de Dinamarca i al Socialistisk Arbeidsparti per a formar l'Aliança Roja-Verda, que es presenta a les eleccions legislatives daneses de 1994 com a llista unida. Es va dissoldre el 8 de setembre de 2013.